# (11001) Andrewulff
(11001) Andrewulff est un astéroïde de la ceinture principale découvert le 1er juin 1979 par l'astronome Hans-Emil Schuster.

## Historique
Le lieu de découverte est l'Observatoire européen austral.